# 对马海峡海战
对马海峡海战（日語：日本海海戦，1905年5月27日—28日），简称对马海战，是1905年日俄战争中日本帝國與俄罗斯帝国在對馬海峽进行的最後一场海战，由日本帝国海军大将东乡平八郎指挥的联合舰队对阵俄罗斯帝国海军中将齐诺维·罗杰斯特文斯基指挥的俄国第二太平洋舰队。戰役以日方大获全胜而告终。俄国第二太平洋舰队中三分之二的舰只被摧毀，几乎全军覆没；而日方仅损失三艘鱼雷艇。这是海战史上损失最为悬殊的海战之一。日本聯合艦隊使用丁字戰法殲滅了俄罗斯帝国第二太平洋艦隊。

## 背景
整個俄羅斯海軍艦隊的艦船數量原本三倍於日本海軍，但卻分為波羅的海艦隊、黑海艦隊和太平洋艦隊。由於在1904年8月的黃海海戰，俄羅斯太平洋艦隊已經被重創並被圍困於旅順港，而黑海艦隊因要對抗鄂圖曼土耳其帝國並且受1878年《聖斯特凡諾條約》（第24條）限制不能通過博斯普魯斯海峽和達達尼爾海峽而無法抽調；又当时苏伊士运河虽然已经开通，但是掌握在日本盟友大英帝国手中（埃及原為鄂圖曼帝國境內的自治王國，但自1882年起被英國軍事佔領），不许俄国人通行，导致俄国不得不派遣羅傑斯特文斯基海軍中將率領由波羅的海艦隊拼湊而成的第二太平洋艦隊由波羅的海出發，繞過非洲好望角前往中國，途經北海、大西洋、印度洋和南海，行程18000海里。
雖然俄羅斯艦隊實力可觀，但艦隊中的新舊戰艦難以協調行動；新服役的戰艦官兵尚不能熟練掌握；官兵素質低下，士氣比較低落。另外由於歷時8個月的漫長航行，旅途疲勞使整個艦隊的作戰能力嚴重下降。
該艦隊原先得到的命令是馳援旅順港，解除日軍的封鎖。但是在他們到達馬達加斯加時，就已得到了旅順失守的消息，不得不改投俄國的符拉迪沃斯托克（海參崴）。
俄羅斯艦隊向遠東航行的同時，日本聯合艦隊在東鄉平八郎海軍大將督促下，頻繁進行實彈射擊訓練。東鄉認為「一門百發百中的大炮勝過一百門百發一中的大炮」。以逸待勞的日本聯合艦隊已經作好充分的準備，迎戰即將到來的俄羅斯第二太平洋艦隊。

## 经过

路線圖顯示雙方艦隊

### 5月27日
- 04:45 - 日本联合舰队侦察船信濃丸（英语：Shinano Maru (1900)）发回在九州西部海域发现俄国舰队的电报。
- 05:05 - 在朝鲜半岛馬山附近的鎮海灣内，待命中的日本联合舰队得到全体出港的命令。同时向司令部发报：“已经发现敌舰，联合舰队即刻出动，今日天气晴朗但是波浪高”[1]
- 06:05 - 信濃丸在一度失去俄国舰队蹤跡後，重新進入视距跟縱。俄国軍官建議採取行動，被指揮官拒絕，俄国舰队仍然保持無線電靜默前進。[2]:223-224
- 06:40 - 日本和泉號巡洋艦進入视距，糾正了信濃丸原先報告的俄国舰队位置誤差。日本联合舰队現在掌握了俄国舰队的正確位置。[2]:226
- 11:42 - 日本联合舰队第三分舰队在冲之岛附近与俄国第二太平洋舰队接近。
- 13:30 - 俄国舰队调整队形，引起了舰队队形的混乱。
- 13:39 - 俄国舰队进入日军主力（第一，第二分舰队）视距范围，战斗开始命令发出。
- 13:55 - 两舰队相距12,000米。此处位于冲之岛附近海面，距离对马岛以东约40海里。
  - 日军旗舰三笠号打出Z信号旗（英语：Z flag），向全舰队表明“皇国興废在此一战，诸君一同努力（皇国ノ興廃、コノ一戦ニ在リ。各員一層奮励努力セヨ。）”[3]
- 14:02 - 日本联合舰队（航向西南）与俄国第二太平洋舰队（航向东北）平行相对航行。
  - 俄国舰队战舰新旧混杂，性能差距导致全队列最高航速只有11节；日本舰队主力全队列最高航速可达16节，机动能力占有绝对优势。
- 14:05 - 两舰队相距8,000米、日舰开始左舵调头，进行“U”字形的转弯。
- 14:07 - 两舰队相距7,000米、日先导舰三笠号调头完成，俄舰开始炮击。
- 14:10 - 两舰队相距6,400米、全部日舰调头完成。
- 14:12 - 两舰队相距5,500米、三笠号右舷被击中。
- 14:18 - 两舰队相距4,600米、日舰齐射俄先导舰苏沃洛夫公爵号。
- 14:35 - 日本联合舰队（航向东南偏东）将俄国第二太平洋舰队前进路线完全封锁，形成“丁”字射击阵。
- 14:43 - 俄舰苏沃洛夫公爵号、奥斯利雅維亞号相继受到重创脱离战斗。
  - 俄舰队队形混乱，一开战就失去了指挥，胜负已定。
- 14:50 - 俄舰亚历山大三世号带领俄国舰队（航向正北）试图脱离战斗。
- 14:58 - 日本第一分舰队从东北方一起调头。
- 15:05 - 日本第一分舰队（航向西北）与第二分舰队一起夹击俄舰。
- 15:10 - 俄舰奥斯利雅維亞被击沉、苏沃洛夫公爵号逃脱。
  - 俄舰队以亚历山大三世号为先导舰，不断的掉转航向试图躲开了日舰炮火的致命攻击。
- 16:30 - 日本第一分舰队失去了与俄舰的目视接触。
- 17:28 - 日本联合舰队（航向正北）继续追击俄舰。
- 18:00 - 两舰队相距6,300米、炮击再度开始。
- 19:03 - 俄舰亚历山大三世号被击沉。
- 19:20 - 俄舰苏沃洛夫公爵号、博罗地诺号被击沉。
- 20:30 - 日本雷击舰展开夜间鱼雷攻势。俄舰拉季米尔·莫诺马赫号、纳瓦林号和偉大的西索亞号相继沉没。

### 5月28日
- 09:30 - 日本联合舰队在鬱陵島南方发现俄第三分舰队，追擊開始。
- 10:34 - 接管舰队指挥权的涅鲍加托夫少将决定投降，俄第三分舰队旗舰尼古拉一世号挂起白旗。
- 10:53 - 俄舰投降开始。
- 15:30 - 日舰截获并俘虏了受重伤后由旗舰转移到驱逐舰大膽号的俄国第二太平洋舰队司令罗杰斯特文斯基中将。
- 18:00 - 俄舰纳希莫夫海军上将号拒绝投降自沉。（海战结束）

## 结果
对马海峡海战是近代海战史上著名的教科书式战例之一，日本海军在天时地利人和之下仅以损失3艘鱼雷艇的代价取得了压倒性的胜利并摧毁了俄国最后的海上力量。
俄国舰队几乎全军覆没。巡洋舰分队旗舰奥列格号率领阿芙乐尔号、珍珠号和1艘驱逐舰脱离舰队，掉头向南穿过对马海峡，最后到达1500海里以外的菲律宾（被扣留，战后归还俄国），只有1艘巡洋舰和2艘驱逐舰逃到海参崴。
对马海峡海战结果充分证明了阿尔弗雷德·赛耶·马汉的海权学说。再次证明了战列舰在海战中无可替代的霸主地位，并且深刻影响了海军技术的发展，特别是英国的第一海相费席尔坚信此战证明了对战舰来说最重要的是火力和航速。由此催生了无畏型战列舰和战列巡洋舰，将大舰巨炮主义推向巅峰。
对马海战其影响力不仅局限在军事方面，直接左右了俄国、日本两个国家的命运。曾经处于世界前列的俄国海军一蹶不振，海战的失败动摇了俄国沙皇的统治。日本通过此战，为3个月后的《朴茨茅斯和约》的订立铺平了道路，从此进入了世界海军强国的行列，成为远东地区首屈一指的国家。

## 参战舰队序列简介

### 日本联合舰队构成
| 联合艦隊司令長官：东乡平八郎（大将） | | |
| 第一艦隊（旗艦：三笠） 司令長官：東鄉平八郎（大将） 参謀長：加藤友三郎（少将） 参謀：秋山真之（中佐） 参謀：飯田久恒（少佐） 参謀：清河純一（大尉）                             | 第二艦隊（旗艦：出雲） 司令長官：上村彥之丞（中将） 参謀長：藤井較一（大佐） 参謀：佐藤鉄太郎（中佐） 参謀：下村延太郎（少佐） 参謀：山本英輔（大尉）                                             | 第三艦隊（旗艦：嚴島） 司令長官：片岡七郎（中将） 参謀長：齋藤孝至（大佐） 参謀：山中柴吉（中佐） 参謀：百武三郎（少佐） |

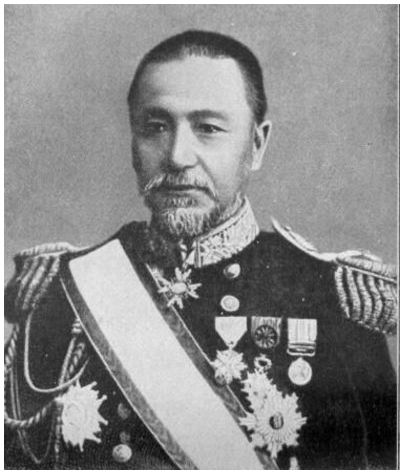
联合艦隊司令長官——东乡平八郎

| 第一战隊（旗艦：日進） - 战列艦：三笠、敷島、富士、朝日 - 装甲巡洋艦：春日、日進 - 通報艦：龍田 第三战隊（旗艦：笠置) 司令官：出羽重遠（中将） - 巡洋艦：笠置、千歲、音羽、新高 | 第二战隊（旗艦：磐手） 司令官：島村速雄（少将） - 装甲巡洋艦：出雲、吾妻、常磐、八雲、浅間、磐手 - 通報艦：千早 第四战隊（旗艦：浪速) 司令官：瓜生外吉（中将） - 巡洋艦：浪速、高千穗、明石、对馬 | 第五战隊（旗艦：橋立） 司令官：武富邦鼎（少将） - 巡洋艦：嚴島、松島、橋立 - 装甲海防艦：鎮遠 - 通報艦：八重山 第六战隊（旗艦：須磨) 司令官：東鄉正道（少将） - 巡洋艦：須磨、和泉、千代田、秋津洲 第七战隊（旗艦：扶桑) 司令官：東鄉正道（少将） - 装甲海防艦：扶桑 - 炮艦：筑紫、鳥海、摩耶、宇治 |

- 驱逐舰、水雷艇等略。

### 俄国第二太平洋舰队构成
司令：罗傑斯特文斯基中将

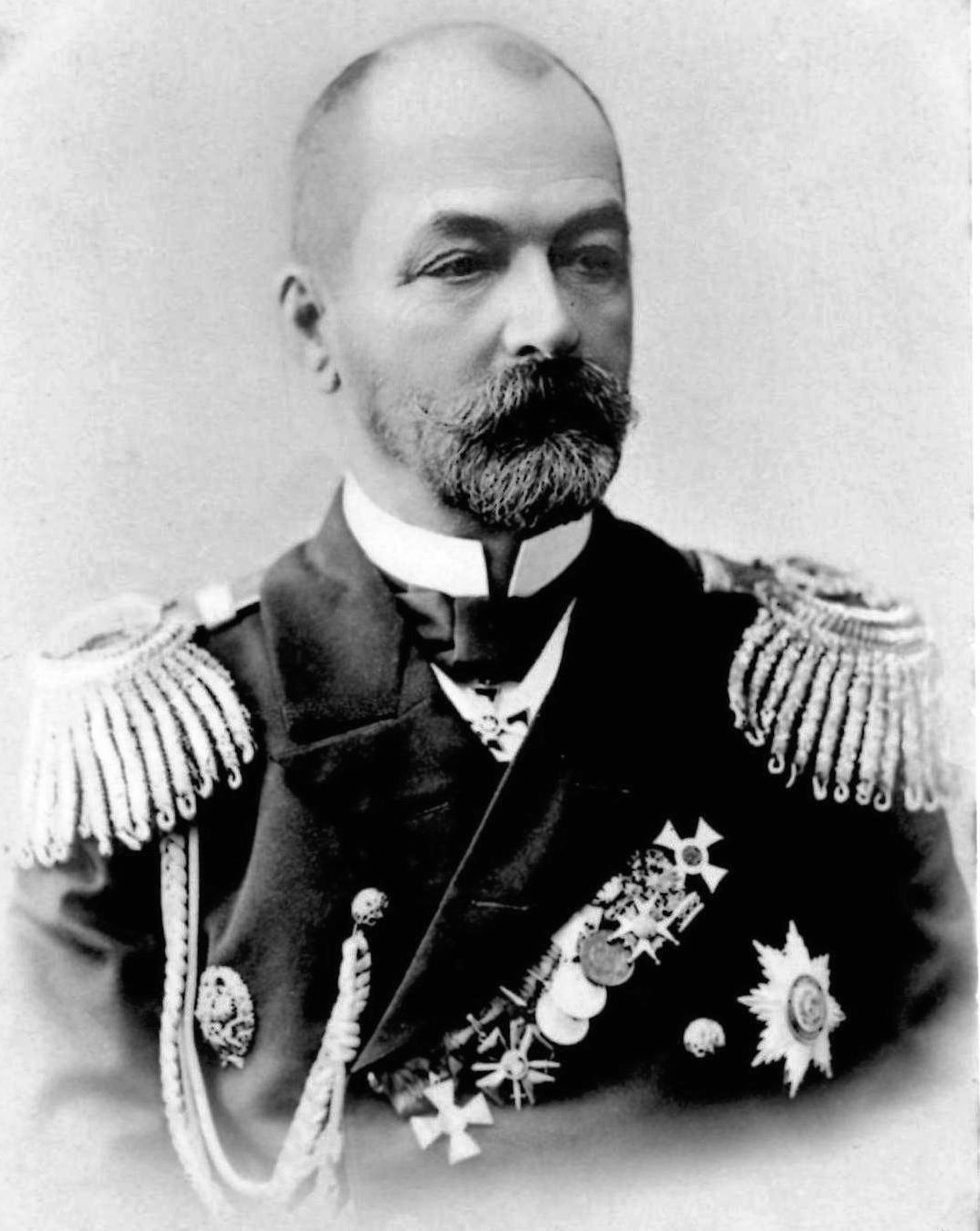
俄国第二太平洋舰队司令——罗傑斯特文斯基

參謀長：科隆（Klapiers de Kolon）上校
- 第二舰队 (司令：罗傑斯特文斯基中將(兼))：
  - 主力艦苏沃洛夫公爵（Knyaz Suvorov，總旗舰）
  - 主力艦亚历山大三世（Imperator Aleksandr III）
  - 主力艦博罗季诺（Borodino）
  - 主力艦鹰（Oryol）
  - 運輸船阿娜杜爾（Anadyr）
  - 第五战队 (司令：費爾克薩姆 (Dmitry Gustavovich von Felkerzam) 少將)：
    - 主力艦奥斯利雅維亞（Oslyabya，旗舰）
    - 主力艦偉大的西索亞（Sissoi Veliky）
    - 主力艦纳瓦林（Navarin）
    - 裝甲巡洋艦纳希莫夫海军上将（Admiral Nakhimov）
- 第三舰队 (司令：涅鲍加托夫（Nikolai Ivanovich Nebogatov）少将)：
  - 主力艦尼古拉一世（Imperator Nikolai，旗舰）
  - 岸防战列舰阿普拉克辛海军元帅（General Admiral Graf Apraksin）
  - 岸防战列舰乌沙科夫海军上将（Admiral Ushakov）
  - 岸防战列舰谢尼亚文海军上将（Admiral Seniavin）
- 巡洋舰队 (司令：恩克维斯特 (Oskar Adolfovich Enkwist) 少将)：
  - 第六戰队：
    - 防護巡洋艦奥列格（Oleg，旗舰)
    - 防護巡洋艦阿芙乐尔 (Aurora)
    - 裝甲巡洋艦弗拉季米尔·莫诺马赫 (Vladimir Monomakh)
    - 裝甲巡洋艦迪米特里·顿斯科伊 (Dmitrii Donskoi)

  - 第七戰队：
    - 防護巡洋艦斯韋特蘭娜 （Svetlana，旗舰)
    - 防護巡洋艦鑽石 (Almaz)
    - 防護巡洋艦绿宝石 (Izumrud)
    - 防護巡洋艦珍珠 (Zhemchug)
- 雷擊舰队：
  - 第一驅逐舰队：
    - 驅逐舰旺盛 (Buinyi)
    - 驅逐舰大膽 (Bedovyi)
    - 驅逐舰敏捷 (Bystryi)
    - 驅逐舰英勇 (Bravyi)

  - 第二驅逐舰队：
    - 驅逐舰強大 (Groznyi)
    - 驅逐舰響亮 (Gromkiy)
    - 驅逐舰快活 (Bodryi)
    - 驅逐舰輝煌 (Blestyashchiy)
    - 驅逐舰完美 (Bezuprechnyi)
- 辅助船队：
  - 醫院船奥廖尔（Oryol）
  - 醫院船科斯特羅馬（Kostroma）
  - 裝配船堪察加等等

## 與台灣的交集[5]
日俄戰爭期間，在1904年8月起，俄國海軍三艦隊中只剩波羅的海艦隊尚能出動；由於駐紮地和蘇伊士運河被日本的盟友英國封鎖等原因，欲赴遠東參戰，路線就勢必繞半個地球，而當中也因此包含了日本統治下的台灣，故日方為確定波羅的海艦隊戰力，同時防止艦隊在前進途中經台灣海峽之際進佔台灣對日夾擊，遂在今通霄鎮虎頭山頂上設瞭望台，隨時監控艦隊動態使日方知悉。據說，1905年5月，虎頭山哨兵發現波羅的海艦隊，並傳達給前線，造就了對馬海峽海戰勝利；戰後的1935年，台灣總督府於此建立結合仰天砲管、船錨設計的「日露戰役望樓紀念碑」，勉懷虎頭山瞭望台的貢獻，並趁機宣傳內地延長主義。
然而依史實，波羅的海艦隊最後以大圓航線，經由台灣東岸的太平洋北上而非經台海，使瞭望台無用武之地，通霄的紀念碑最後徒具政令宣傳形式。此碑在二戰戰後，原碑文被抹去重刻，成為「台灣光復紀念碑」，但外型從舊。現和山腰的通霄神社構成虎頭山公園一部分。